# 喬克托 (伊利諾伊州)
喬克托（英語：Choctaw）是位於美國伊利諾伊州克拉克縣的一個非建制地區。該地的面積和人口皆未知。

## 地理
喬克托的座標為39°16′56″N 87°43′17″W / 39.28222°N 87.72139°W，而該地的平均海拔高度為172米（即564英尺）。